# Joseph Ennemoser

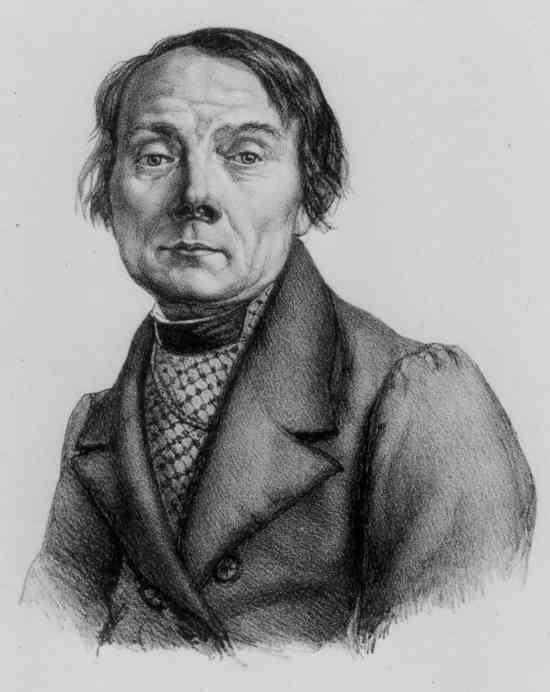
Joseph Ennemoser.

Joseph Ennemoser, född 15 november 1787 i Sydtyrolen, död 19 september 1854 i Rottach, var en tysk läkare.
Ennemoser blev 1819 professor i medicin i Bonn och bosatte sig 1841 i München, där han vann stort anseende genom de kurer han utförde medelst animal magnetism. 